# Harlev
Harlev er en by i Østjylland med 3.904 indbyggere  (2024), beliggende 11 km nord for Stilling, 8 km øst for Galten, 22 km syd for Hadsten og 14 km vest for Aarhus, som den er satellitby til. Byen hører til Aarhus Kommune og ligger i Region Midtjylland. Byen ligger ved Herningmotorvejen kun 2 km vest for dens krydsning af Østjyske Motorvej.

## Sogne og kirker
Mere end tre fjerdedele af byens indbyggere hører til Framlev Sogn. Resten – i den sydøstlige del af byen – hører til Harlev Sogn. Framlev Kirke ligger i den gamle landsby Framlev, der er vokset sammen med Harlev og kun adskilles fra den af motorvejen. Harlev Kirke ligger i landsbyen Gammel Harlev 1½ km sydøst for byen.

## Faciliteter
- Næshøjskolen har 561 elever, fordelt på 0.-9. klassetrin. Der er 250 børn i SFO'en.[2]
- Tæt ved skolen ligger Næshøjhallen og Harlev Bibliotek.
- Byen har to dagligvareforretninger, bageri og lægehus.
- Området repræsenteres af Harlev Fællesråd, stiftet 1991.

## Historie
Harlev hørte til Skanderborg Rytterdistrikt og blev udskiftet i 1784.

### Harlev Stationsby
Der blev anlagt en station på Aarhus-Hammel-Thorsø Jernbane (1902-56) midt mellem landsbyerne Harlev og Framlev, 1½ km fra hver. Stationen lå på åben mark med højst fem gårde og huse indenfor en radius af 3-400 m. Stationsbygningen var tegnet af arkitekt Heinrich Wenck.
I 1904 beskrives (Gammel) Harlev således: "Harlev (1365: Hathleff) med Kirke, Præstegd., Skole, Fattiggaard (opr. 1868, Plads for 24 Lemmer) og Jærnbanest. (paa H.-Mark);" Framlev beskrives endnu kortere: "Framlev med Kirke og Skole;" Målebordsbladet fra 1800-tallet viser desuden en smedje i begge landsbyer, og målebordsbladet fra 1900-tallet viser desuden et forsamlingshus i begge landsbyer og et vandværk i Harlev.
Omkring stationen viser målebordsbladet fra 1900-tallet kun bageriet fra 1904 og mejeriet fra 1909, og der er endnu ikke anført et bynavn. Men Harlev Stationsby havde 119 indbyggere i 1921, og der var kommet forsamlingshus fra 1905, to købmandsforretninger, slagterbutik, afholdsrestaurant, forskole fra 1912 og brugsforening fra 1917. På stationen blev der anlagt et nyt sidespor i 1905, og et privat pakhus blev opført i 1911.
Væksten fortsatte i banens tid, mens mange andre stationsbyer stagnerede, fordi jernbanen fik hård konkurrence fra den opblomstrende landevejstrafik. Her var Harlev begunstiget af at ligge tæt på krydset mellem landevejene Aarhus-Silkeborg og Stilling-Randers. I 1955 havde stationsbyen 221 indbyggere, men den største byvækst kom efter banens tid med parcelhuse i 1960'erne og blandede boligbebyggelser i perioden siden 1990.
Efter nedlæggelsen af banen kom stationsbyen til at hedde Harlev. Kirkelandsbyen Harlev, hvor udviklingen var gået i stå, kom til at hedde Gammel Harlev.
Stationsbygningen, der er bevaret på Vestervej 14, huser i dag byens spejderkorps. Fra Rødlundvænget kan man gå på banetracéet til Lillering Skov.

### Genforeningssten
I Byparken med front ud mod Næshøjvej står en sten til minde om Genforeningen i 1920.

### Kommunalreform 1970
Harlev-Framlev sognekommune blev indlemmet i Aarhus Kommune ved kommunalreformen i 1970. Dette lokalsamfund, der foruden Harlev og Framlev bl.a. omfattede landsbyerne Lillering, Snåstrup, Labing og Hørslev, havde 4.695 indbyggere 1.april 2014, 3586 i Framlev Sogn og 1109 i Harlev Sogn. Man kan stadig se navnet Harlev-Framlev brugt om den tidligere sognekommunes område eller om selve byen, da den som nævnt ligger i begge sogne.